# Chécy (fromage)
Pour les articles homonymes, voir Chécy (homonymie).
Le Chécy  est un fromage français au lait de vache produit dans la ville de Chécy située dans le département du Loiret et la région Centre-Val de Loire.

## Présentation
Le nom du fromage est issu du nom de la ville où il est produit. Il fut créé à l'initiative de la maison Frinault en 1848.
Le fromage possède une forme de disque plat de 130 grammes et est affiné à sec trois semaines en cave humide.
Il est produit à partir de lait entier de vache entre juin et mars.